# Silnice I/44

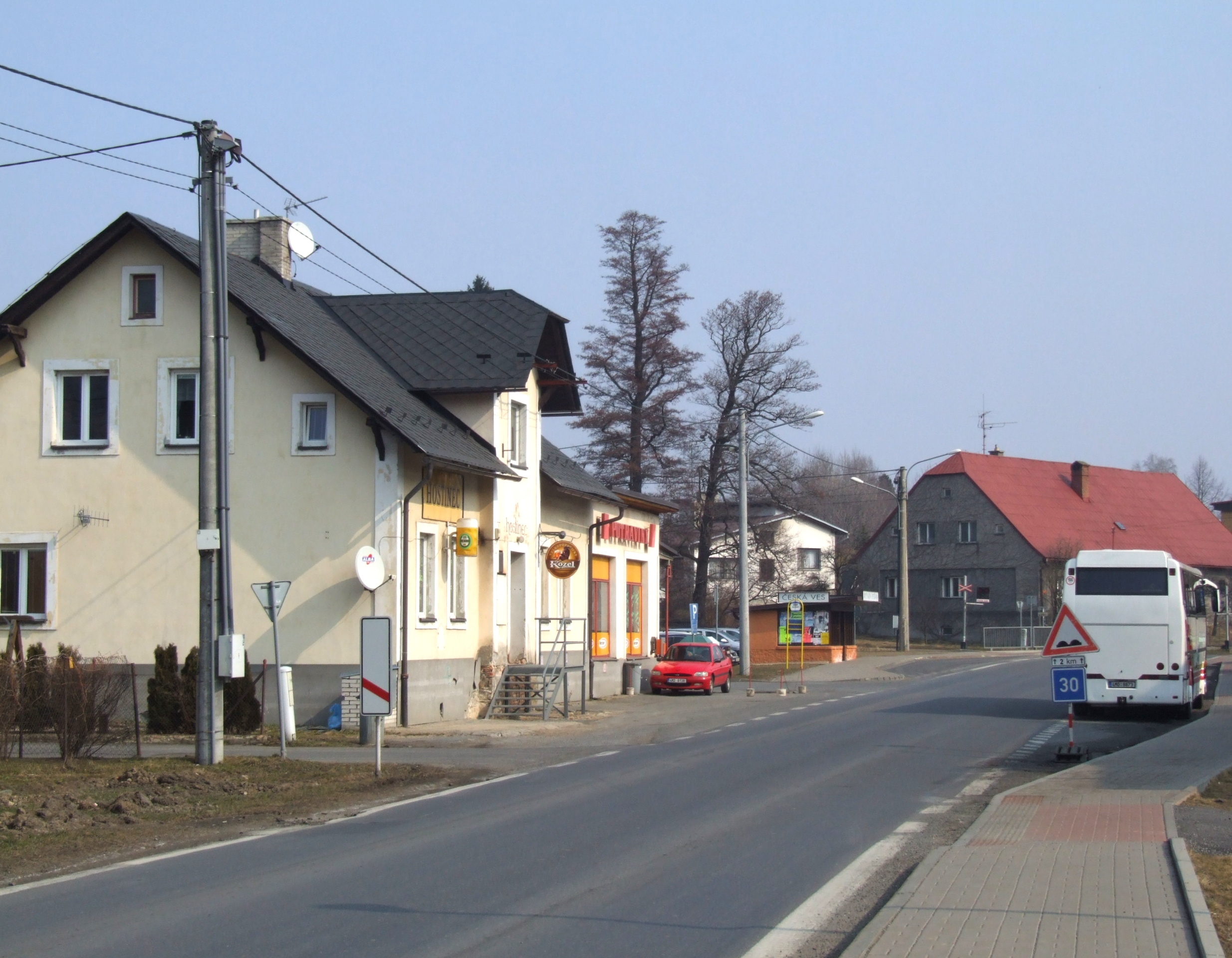
Silnice I/44 v obci Česká Ves

Silnice I/44 je silnice I. třídy spojující města Mohelnice, Bludov, Rapotín, Šumperk, Jeseník, Mikulovice a dále pokračující do Polska. Délka silnice je 81,211 km. V přípravě je přeložka části silnice, z níž jsou v provozu dva úseky: Vlachov–Rájec a obchvat Postřelmova v délce cca 5,5 km. Jedná se o neplacené úseky. V úseku Mohelnice–Šumperk má být stávající silnice v budoucnosti nahrazena silnicí pro motorová vozidla.
Silnice je v úseku Červenohorského sedla (1 013 m n. m.) třetí nejvýše položenou silnicí I. třídy v Česku. V tomto úseku byla silnice rozsáhle modernizována a rozšířena v letech 2006–2008 na jesenické straně a 2014–2017 na šumperské straně. Četné serpentiny a nový povrch vozovky lákají převážně motorkáře, kteří v tomto úseku přeceňují své síly a způsobují tragické dopravní nehody. Od října 2020 je tento úsek osazen unikátními značkami varujícími právě tyto řidiče před nebezpečnou jízdou.

## Trasa
- Mohelnice (I/35)
- Zábřeh
- Bludov (I/11)
- Šumperk
- Rapotín (I/11)
- Červenohorské sedlo
- Jeseník (I/60)
- Mikulovice
- státní hranice Česká republika / Polsko

## Modernizace silnice
| Číslo | Název                                | Délka  | Kategorie | Zahájení výstavby | Uvedení do provozu | Křižovatky                             |
| ----- | ------------------------------------ | ------ | --------- | ----------------- | ------------------ | -------------------------------------- |
| M63   | Mohelnice–Vlachov                    | 3,5 km | 21,5/110  | plánováno 2027    | plánováno 2029     |                                        |
| M50   | Vlachov–Rájec                        | 2,9 km | 22,5/100  | 04/2009           | 07/2014            |                                        |
| M62   | Zábřeh – obchvat                     | 6 km   | 21,5/110  | plánováno 2027    | plánováno 2029     | MÚK Rájec MÚK Postřelmov-jih           |
|       | Postřelmov – obchvat                 | 3,2 km | 22,5/100  | 12/2002           | 11/2004            |                                        |
| M61   | Bludov – obchvat                     | 5,6 km | 21,5/100  | 06/2021           | 12/2023            | MÚK Postřelmov MÚK Šumperk-jih         |
|       | Šumperk – Petrov nad Desnou          | 8,4 km | 24,5/100  | bude oznámeno     | bude oznámeno      | MÚK Plechy MÚK Rapotín                 |
|       | Petrov nad Desnou – Kouty nad Desnou | 11 km  | 9,5/70    | bude oznámeno     | bude oznámeno      | MÚK Velké Losiny MÚK Loučná nad Desnou |
| M55   | Červenohorské sedlo – jih            | 7,9 km | 9,5/60    | 10/2014           | 05/2017            |                                        |
|       | Červenohorské sedlo – sever          | 8,9 km | 9,5/60    | 07/2006           | 10/2008            |                                        |